# لقمان نیوده
لقمان نیوده (انگلیسی: Lukman Niode; ۲۱ اکتبر ۱۹۶۳ – ۱۷ آوریل ۲۰۲۰) یک شناگر اهل اندونزی بود. وی در بازی‌های المپیک تابستانی ۱۹۸۴ نماینده اندونزی بود که موفق به کسب مدال نشد.
وی در ۱۷ آوریل ۲۰۲۰ بر اثر ابتلا به کرونا درگذشت.